# Mario David (futebolista)
Mario David (Údine, 3 de janeiro de 1934 - 26 de julho de 2005) foi um futebolista italiano que atuava como defensor.

## Carreira
David nasceu em Údine. Jogou durante 11 temporadas na Serie A totalizando 259 jogos e 20 gols. Ao longo de sua carreira, ele desempenhou um papel defensivo de 1950 a 1967, ele jogou nos italianos Livorno, Vicenza, Milan e Sampdoria. 
Ele ganhou a Liga dos Campeões em 1963 com o Milan em Wembley.

## Seleção
A nível internacional, David jogou para o time de futebol nacional da Itália entre 1958 e 1962. Mario David fez parte do elenco da Seleção Italiana de Futebol na Copa do Mundo de 1962, no Chile, ele fez uma partida e teve uma expulsão.
Ele é lembrado por seu confronto com Leonel Sánchez do Chile na infame "Batalha de Santiago" na primeira rodada da Copa do Mundo de 1962, que levou-o a ser expulso: depois de ter sido sujado por David, Sánchez inicialmente o socou em retaliação; David deu uma pancada em Sanchez na cabeça alguns minutos depois e, como resultado, foi expulso. O Chile venceu o jogo por 2 a 0 e a Itália foi eliminada na primeira rodada do torneio.

## Morte
David morreu em Monfalcone em 2005, com a idade de 71 anos.

## Títulos
Milan
- Campeão da Serie A:1961-62.
- Liga dos Campeões: 1962-63.